# Уоллес, Джин
Джин «Джанина» Уоллес (англ. Jean Wallace, 12 октября 1923 — 14 февраля 1990) — американская актриса.

## Биография
Джин Валасек родилась 12 октября 1923 года. Свою карьеру Джанина начала как модель, а в кино впервые появилась в 17 лет. Она дважды была замужем, первый раз за актёром Франшо Тоуном (1941—1948), от которого родила двух сыновей, а второй раз за актёром Корнелом Уайлдом (1951—1981). Джанина дважды пыталась покончить жизнь самоубийством: в 1946 году путём передозировки снотворного, а в 1949 году нанесла себе рану ножом. Она умерла от желудочно-кишечного кровоизлияния в 1990 году.

## Избранная фильмография
- Красный берег (1967) — Джули
- Страх бури (1955) — Элизабет Блейк
- Большой ансамбль (1955) — Сьюзан Лоуэлл
- Человек на Эйфелевой башне (1950) — Эдна Уоллес
- Луизианская покупка (1941) — Лузиана Белль
- Девушки Зигфелда (1941) — Девушка Зигфилда